# Polygonella basiramia
Polygonella basiramia är en slideväxtart som först beskrevs av John Kunkel Small, och fick sitt nu gällande namn av G.L. Nesom & V.M. Bates. Polygonella basiramia ingår i släktet Polygonella och familjen slideväxter. Inga underarter finns listade i Catalogue of Life.